# 藤原資頼
藤原 資頼（ふじわら の すけより）は、平安時代後期から鎌倉時代前期にかけての公卿。藤原北家大炊御門流、参議・藤原頼定の子。官位は従三位・皇太后宮権大夫。

## 経歴
長寛元年（1163年）従五位下に叙爵し、丹波守に任ぜられる。後白河院の院司を務める一方、受領として備中守・土佐守等の地方官を歴任した。
元久元年（1204年）皇太后宮権大夫に任ぜられ、承元4年（1211年）従三位に叙せられ公卿に列す。建保元年（1213年）出家。

## 官歴
『公卿補任』による。
- 長寛元年（1163年） 正月24日：従五位下、丹波守
- 永万元年（1165年） 6月24日：伊予守。7月18日：越中守
- 仁安元年（1166年） 8月27日：止越中守。10月21日：備中守
- 仁安3年（1168年） 11月21日：従五位上（大嘗会国司賞）
- 承安元年（1171年） 4月21日：土佐守
- 寿永2年（1183年） 8月16日：土佐守更任
- 文治3年（1187年） 11月8日：正五位下（朝観行幸。院司）
- 建久2年（1191年）2月1日：土佐守更任（2年）。12月13日：従四位下（藤原頼実から松尾北野行幸行事賞を譲渡）
- 建久4年（1193年） 5月29日：兼斎宮頭
- 建仁3年（1203年）：信濃守[要出典]
- 元久元年（1204年）3月6日：皇太后宮権大夫
- 建永元年（1206年）正月6日：従四位上（宜秋門院御給）
- 承元元年（1207年）正月5日：正四位下（中宮御給）
- 承元4年（1211年）正月5日：従三位
- 建保元年（1213年）：出家

## 系譜
『尊卑分脈』による。
- 父：藤原頼定
- 母：祝部成仲の娘
- 妻：藤原季経の娘
- 生母不詳の子女
  - 男子：藤原資隆
  - 男子：縁快
  - 男子：覚融